# Christy Mack
Christine Mackinday (South Chicago Heights, Illinois; 9 de mayo de 1991), más conocida por su nombre artístico Christy Mack, es una modelo erótica y exactriz pornográfica estadounidense.

## Primeros años
Antes de su llegada a la pornografía, Mack estaba dedicada como modelo artística, especialmente para revistas con mujeres que tuvieran esa característica (tatuadas), algunas de sus sesiones fotográficas fueron inicialmente para revistas de corriente como Rebel Ink e Inked Girls. Luego de un tiempo de haber hecho algunos trabajos como modelo y de haber tenido otros empleos, Mack se lanza a la pornografía e hizo el debut para convertirse en una estrella porno profesional, sus primeras apariciones fueron principalmente en el sitio web para adultos BangBros.

## Carrera
En 2011, a los 20 años, comenzó su carrera profesional en la industria pornográfica estadounidense, y desde su lanzamiento al porno, Mack obtuvo una gran popularidad dentro de la misma y gran respuesta por parte de fanáticos y miembros de la industria que, como principiante consiguió contratos con varias productoras porno y enseguida empezó a realizar una gran cantidad de películas y series de las cuales muchas protagonizó. Mack interpretó el personaje de Zatanna, un personaje ficticio de DC Comics en la película The Dark Knight XXX: A Porn Parody, una parodia porno de Vivid Entertainment, así como también la película Rambone XXX: A Dreamzone Parody, una parodia porno de las películas de Rambo del estudio Dream Zone Entertainment.
En abril de 2013 lanzó su sitio web oficial con Puba, y en noviembre Fleshlight lanza dos productos: "Attack" and "Booty", los juguetes sexuales de Christy Mack. En ese mismo año Christy estaba previamente en una relación con el luchador de Bellator MMA Jonathan "War Machine" Koppenhaver, ambos fueron presentados en la edición de enero de 2014 de la revista Hustler en un desnudo pictórico. Mack tenía un tatuaje de un sello rojo en su hombro derecho que decía "Property of War Machine", haciendo referencia a Koppenhaver.
En una entrevista de 2013, Christy Mack dijo que planea dejar de actuar en películas para adultos una vez que haya ganado suficiente dinero como para retirarse, posiblemente dentro de los siguientes dos años. Christy Mack fue una de las actrices porno más populares y conocidas del negocio a pesar de su corta carrera y su pronta retirada de la industria pornográfica. En julio de 2014, Mack declaró que no había actuado en una nueva escena en 10 meses, diciendo que podría hacerlo de nuevo en el futuro, aunque todavía no era el momento para ella.
En abril del 2015 hizo oficial su retiro del cine para adultos. 

## Vida personal
Se casó con su novio a los 18 años de edad y cuidaba de sus perros mientras él trabajaba. Después de posar desnuda y hacérselo saber a su marido, lo abandona y se traslada a Miami donde comienza su carrera profesional como actriz porno.
En 2013, Mack estaba en una relación con el luchador de Bellator MMA Jonathan Koppenhaver, terminado la misma a finales de dicho año. El 8 de agosto de 2014, se informó que Mack y su amigo fueron golpeados en su casa en Las Vegas por Jonathan "War Machine" Koppenhaver y llevados al hospital, donde se reveló que Christy Mack había sufrido de 18 fracturas de huesos, nariz rota, perdida de dientes, una costilla fracturada, una rotura de hígado y una fuerte contusión del muslo. De acuerdo con Mack, "War Machine" también trató de violarla. El 15 de agosto, "War Machine" fue detenido en Simi Valley, California por US Marshals y la policía de Simi Valley. El 5 de junio de 2017, Koppenhaver fue sentenciado a cadena perpetua con posibilidad de libertad condicional después de 36 años.

## Premios y nominaciones
| Año  | Premio        | Resultado | Categoría                                    | Trabajo                           |
| ---- | ------------- | --------- | -------------------------------------------- | --------------------------------- |
| 2013 | Miss FreeOnes | Ganadora  | Mejor revelación                             | —                                 |
| 2013 | Miss FreeOnes | Ganadora  | Miss FreeOnes                                | —                                 |
| 2013 | Premios Venus | Ganadora  | Mejor actriz internacional                   | —                                 |
| 2014 | Miss FreeOnes | Nominada  | Miss FreeOnes                                | —                                 |
| 2014 | Premios AVN   | Nominada  | Mejor actuación provocadora                  | Trashy                            |
| 2014 | Premios AVN   | Nominada  | Mejor escena de sexo de chico/chica          | Planting Seeds 3                  |
| 2014 | Premios AVN   | Nominada  | Mejor escena de sexo en grupo                | The Madison’s Mad Mad Circus      |
| 2014 | Premios AVN   | Nominada  | Mejor escena de sexo en grupo de chicas      | Brazzers Presents: The Parodies 3 |
| 2014 | Premios AVN   | Nominada  | Mejor escena de sexo en trío – G/G/B         | I Am Christy Mack                 |
| 2014 | Premios AVN   | Nominada  | Mejor nueva estrella                         | —                                 |
| 2014 | Premios AVN   | Nominada  | Premio Fan: Estrella de las redes sociales   | —                                 |
| 2014 | Premios AVN   | Nominada  | Premio Fan: Las mejores tetas                | —                                 |
| 2014 | Premios AVN   | Ganadora  | Premio Fan: Nueva estrella más prometedora   | —                                 |
| 2014 | Premios XBIZ  | Nominada  | Estrella mixta del año                       | —                                 |
| 2014 | Premios XBIZ  | Nominada  | Sitio de artista intérprete del año          | christymack.com                   |
| 2014 | Premios XBIZ  | Ganadora  | Mejor nueva estrella                         | —                                 |
| 2014 | Premios XRCO  | Nominada  | Nueva estrella                               | —                                 |
| 2015 | Premios AVN   | Nominada  | Mejor escena de sexo en grupo                | Baby Got Boobs 14                 |
| 2015 | Premios AVN   | Nominada  | Premio Fan: El culo más caliente             | —                                 |
| 2015 | Premios AVN   | Nominada  | Premio Fan: Estrella de las redes sociales   | —                                 |
| 2015 | Premios AVN   | Nominada  | Premio Fan: Estrella porno femenina favorita | —                                 |
| 2015 | Premios AVN   | Nominada  | Premio Fan: Las mejores tetas                | —                                 |
| 2015 | Premios XBIZ  | Nominada  | Sitio para adultos del año - Artista         | —                                 |
| 2016 | Premios AVN   | Nominada  | Mejor actuación solista/provocativa          | Christy                           |
| 2017 | Premios AVN   | Nominada  | Estrella convencional del año                | —                                 |